# Brisbane International 2016
Il Brisbane International 2016 è stato un torneo professionistico di tennis giocato all'aperto sul cemento. È stata la 8ª edizione dell'evento conosciuto come Brisbane International. Il torneo fa parte dell'ATP World Tour 250 series nell'ambito dell'ATP World Tour 2016 per gli uomini, e per le donne alla categoria Premier del WTA Tour 2016. Sia il torneo maschile che quello femminile si è svolto nell'impianto Tennyson Tennis Centre di Brisbane, nella regione del Queensland in Australia, dal 3 al 10 gennaio 2016.

## Partecipanti ATP

### Singolare

#### Teste di serie
| Nazionalità | Giocatore     | Ranking | Testa di serie* |
| ----------- | ------------- | ------- | --------------- |
| Svizzera    | Roger Federer | 3       | 1               |
| Giappone    | Kei Nishikori | 8       | 2               |
| Croazia     | Marin Čilić   | 13      | 3               |
| Canada      | Milos Raonic  | 14      | 4               |
| Francia     | Gilles Simon  | 15      | 5               |
| Belgio      | David Goffin  | 16      | 6               |
| Australia   | Bernard Tomić | 18      | 7               |
| Austria     | Dominic Thiem | 20      | 8               |

* Le teste di serie sono basate sul ranking al 28 dicembre 2015.

#### Altri partecipanti
I seguenti giocatori hanno ricevuto una wildcard per il tabellone principale:
- James Duckworth
- Benjamin Mitchell
- John-Patrick Smith

I seguenti giocatori sono passati dalle qualificazioni:

- Yoshihito Nishioka
- Ivan Dodig
- Tobias Kamke
- Oliver Anderson

### Doppio

#### Teste di serie
| Nazionalità | Giocatore             | Nazionalità | Giocatore        | Ranking | Testa di serie* |
| ----------- | --------------------- | ----------- | ---------------- | ------- | --------------- |
| Francia     | Pierre-Hugues Herbert | Francia     | Nicolas Mahut    | 26      | 1               |
| Finlandia   | Henri Kontinen        | Australia   | John Peers       | 39      | 2               |
| Polonia     | Łukasz Kubot          | Polonia     | Marcin Matkowski | 45      | 3               |
| Regno Unito | Dominic Inglot        | Svezia      | Robert Lindstedt | 49      | 4               |

* Le teste di serie sono basate sul ranking al 28 dicembre 2015.

#### Altri partecipanti
Le seguenti coppie hanno ricevuto una wildcard per il tabellone principale:
- James Duckworth /  Chris Guccione
- Matt Reid /  John-Patrick Smith

## Partecipanti WTA

### Singolare

#### Teste di serie
| Nazionalità | Giocatrice           | Ranking | Testa di serie* |
| ----------- | -------------------- | ------- | --------------- |
| Romania     | Simona Halep         | 2       | 1               |
| Spagna      | Garbiñe Muguruza     | 3       | 2               |
| Russia      | Maria Sharapova      | 4       | 3               |
| Germania    | Angelique Kerber     | 10      | 4               |
| Svizzera    | Timea Bacsinszky     | 12      | 5               |
| Spagna      | Carla Suárez Navarro | 13      | 6               |
| Svizzera    | Belinda Bencic       | 14      | 7               |
| Italia      | Roberta Vinci        | 15      | 8               |

* Le teste di serie sono basate sul ranking al 28 dicembre 2015.

#### Altre partecipanti
Le seguenti giocatrici hanno ricevuto una wildcard per il tabellone principale:
- Priscilla Hon
- Ajla Tomljanović

Le seguenti giocatrici sono passate dalle qualificazioni:

- Kateryna Bondarenko
- Jana Čepelová
- Samantha Crawford
- Elena Vesnina

### Doppio

#### Teste di serie
| Nazionalità   | Giocatore                | Nazionalità   | Giocatore         | Ranking | Testa di serie* |
| ------------- | ------------------------ | ------------- | ----------------- | ------- | --------------- |
| Svizzera      | Martina Hingis           | India         | Sania Mirza       | 3       | 1               |
| Taipei cinese | Chan Hao-ching           | Taipei cinese | Chan Yung-jan     | 19      | 2               |
| Russia        | Anastasia Pavlyuchenkova | Russia        | Elena Vesnina     | 35      | 3               |
| Slovenia      | Andreja Klepač           | Russia        | Alla Kudryavtseva | 54      | 4               |

* Le teste di serie sono basate sul ranking al 28 dicembre 2015.

#### Altre partecipanti
Le seguenti coppie hanno ricevuto una wildcard per il tabellone principale:
- Priscilla Hon /  Ajla Tomljanović
- Angelique Kerber /  Andrea Petković

## Punti e montepremi
| Torneo              | Torneo              | V       | F       | SF     | QF     | 2T     | 1T    | Q  | Q3    | Q2    | Q1    |
| Singolare maschile  | Punti               | 250     | 150     | 90     | 45     | 20     | 0     | 12 | 6     | 0     | 0     |
| Singolare maschile  | Premi in denaro ($) | 82.040  | 43.210  | 23.405 | 13.335 | 7.860  | 4.655 | –  | 750   | 360   | –     |
| Singolare femminile | Punti               | 470     | 305     | 185    | 100    | 55     | 1     | 25 | 18    | 13    | 1     |
| Singolare femminile | Premi in denaro ($) | 193.210 | 103.850 | 55.306 | 22.483 | 12.077 | 6.587 | –  | 3.435 | 1.830 | 1.025 |
| Doppio maschile     | Punti               | 250     | 150     | 90     | 45     | 0      | –     | –  | –     | –     | –     |
| Doppio maschile     | Premi in denaro ($) | 24.920  | 13.100  | 7.100  | 4.060  | 2.380  | –     | –  | –     | –     | –     |
| Doppio femminile    | Punti               | 470     | 305     | 185    | 100    | 1      | –     | –  | –     | –     | –     |
| Doppio femminile    | Premi in denaro ($) | 45.990  | 24.518  | 13.419 | 6.830  | 3.702  | –     | –  | –     | –     | –     |

## Campioni

### Singolare maschile
Milos Raonic ha sconfitto in finale  Roger Federer per 6-4, 6-4.
- È l'ottavo titolo in carriera per Raonic, primo della stagione.

### Singolare femminile
Viktoryja Azaranka ha sconfitto in finale  Angelique Kerber per 6-3, 6-1.
- È il diciottesimo titolo in carriera per la Azarenka, primo della stagione secondo a Brisbane.

### Doppio maschile
Henri Kontinen /  John Peers hanno sconfitto in finale  James Duckworth /  Chris Guccione per 7–6(4), 6–1.

### Doppio femminile
Martina Hingis /  Sania Mirza hanno sconfitto in finale  Angelique Kerber /  Andrea Petković per 7-5, 6-1.